# Konrad Kain

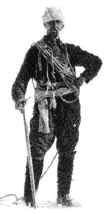
Konrad Kain (1910)

Konrad Kain (* 10. August 1883 in Hinternaßwald an der Rax, Österreich; † 2. Februar 1934 in Cranbrook, Kanada) war ein Bergsteiger und Bergführer, dem besonders in Kanada großer Respekt entgegengebracht wird. In seiner eigentlichen Heimat ist er eher unbekannt.

## Lebenslauf
1909 emigrierte er nach Kanada, wo er als Bergführer in den Rocky Mountains British Columbias für den dort ansässigen Alpine Club of Canada arbeitete. Der Club bezahlte zwar gut, aber die Saison war nur von kurzer Dauer. Zwischen den Saisons arbeitete Konrad als Trapper und gelegentlich auch als Straßenarbeiter.
Konrad Kain werden über 50 Erstbesteigungen zugeschrieben. Am bekanntesten ist wohl die Erstbesteigung des Mount Robson, des höchsten Berges der Canadian Rockies am 12. August 1913 mit Albert MacCarthy und William Wasbrough Foster, allerdings ist nicht bewiesen, dass es sich tatsächlich um die Erstbesteigung dieses Berges handelte.
In den Jahren 1914 bis 1916 besuchte er Neuseeland, wo ihm mehrere Erstbesteigungen gelangen. 1916 bewältigte er gemeinsam mit Jane Thomson die Traverse der drei Gipfel des 3724 m hohen Aoraki/Mount Cook, des höchsten Berges des Landes.
Er starb nach sechsmonatiger Krankheit an Enzephalitis in einem Krankenhaus in Cranbrook (British Columbia).

## Würdigung

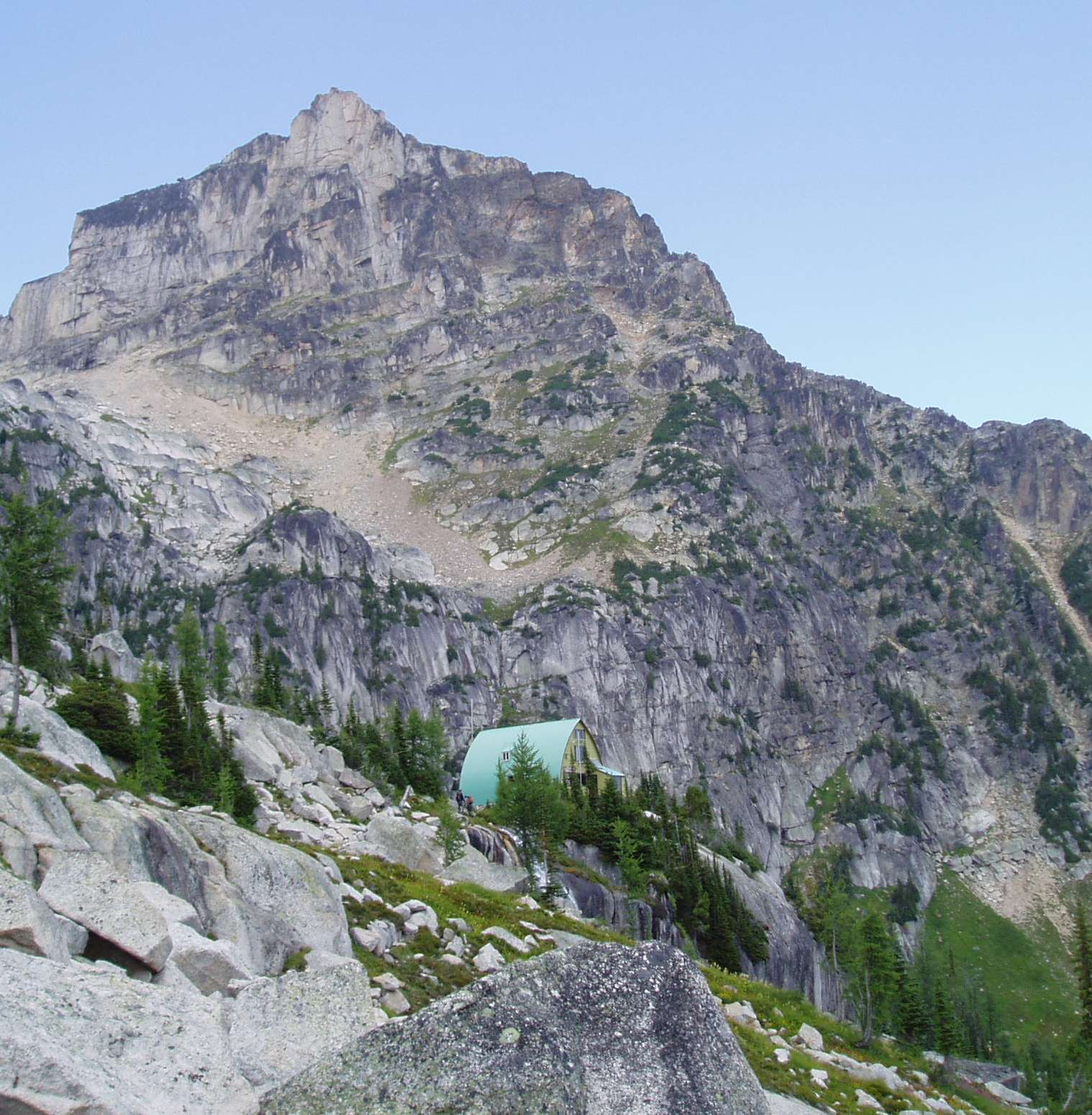
Die nach Konrad Kain benannte Hütte in den Bugaboos in British Columbia, Kanada

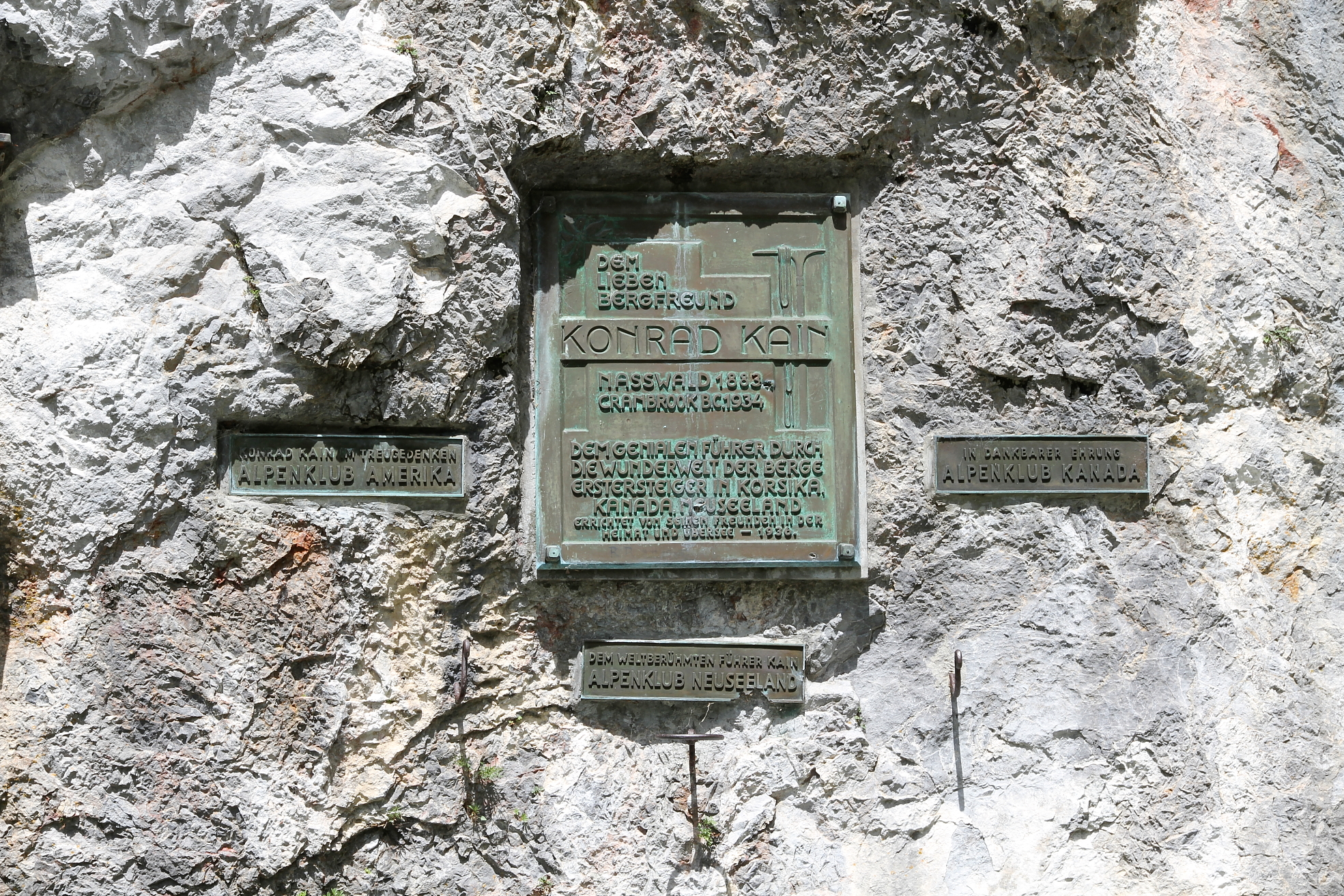
Konrad-Kain-Gedenktafeln bei einem Rastplatz im Reißtal in Naßwald; daneben auch für Daniel Innthaler.

Obwohl ein ausgezeichneter Bergsteiger und Geschichtenerzähler, wird er vor allem wegen seiner persönlichen Eigenschaften bewundert. Nach der Erstbesteigung des Mount Robson versuchte er ständig die Leistung der Expedition von 1909, unter Curly Phillips und George Kinney, die den Gipfel nicht ganz erreichten, hervorzuheben. Vor allem sah er einen Berg in erster Linie als etwas Ästhetisches. Die sportliche, technische Herausforderung kam stets an zweiter Stelle. Dies schlägt sich auch in der Benennung von Bergen und Seen nieder. Ein Beispiel ist hier etwa Wonder Peak.
Legendär wurden seine Worte am Gipfel des Mount Robson: „Gentlemen, weiter als hierher kann ich Sie nicht führen“.

Seine Autobiographie Where the clouds can go zählt zu den Klassikern kanadischer Bergliteratur.
Zu seinem Andenken wurde 1934 Mount Kain (vorher Needle Peak) nach ihm benannt. Aus seinem Schneemassiv ragt ein Felsenturm, welcher als Finger of Kain bekannt ist.
Die Inschrift auf seinem Grabstein lautet A mountain guide of rare spirit.